# 次郎兵衛塚一号墳
次郎兵衛塚一号墳（じろうべえづかいちごうふん）とは、岐阜県可児市川合にある方墳。古墳時代後期（7世紀後半）築造されたと考えられる。
すべて川原石で葺かれていた墳丘は二段に築かれており、平坦な所にもこぶし大の石が敷かれている。
古墳からは　3つの横穴式石室が発見されており墳丘の中央の巨大な主室をはさんで左右にそれぞれ西副室、東副室が造られており、この3つの石室は古墳を築くと同時に造られたものではなく、東西各副室は後で増築されたものであると考えられている。
主室は玄室、羨道・前庭部に分かれており、玄室はさらに2部屋（後室、前室）に区切られている「複式構造」となっている。
周濠の保存状態も良好で、幅は約8メートル、深さは2～2.5メートルで、主室正面、南東角、東側中央付近、北東角には陸橋があったとされている。平成7年（1995年）6月、岐阜県史跡に指定される。
平成4年（1992年）から保存整備工事が行なわれ、現在一般の見学もできたが、現在は見学不可となっている。

## 概要
- 墳形：方墳
- 外部施設：葺石・周溝をともなう。
- 規模
  - 全長
    - 下段底辺　一辺29.5メートル
    - 上段底辺　約18メートル、高さ6.5メートル

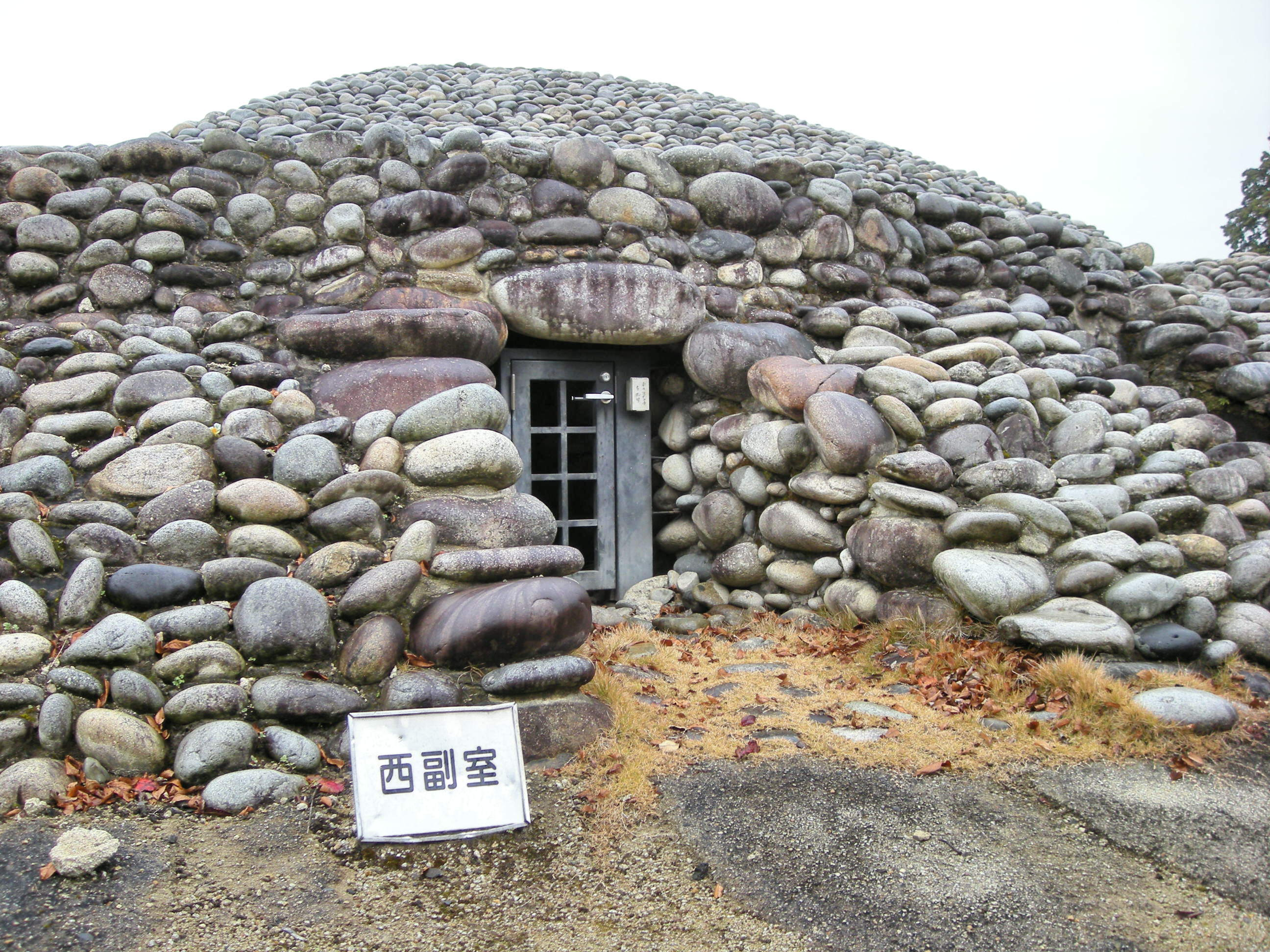
西副室
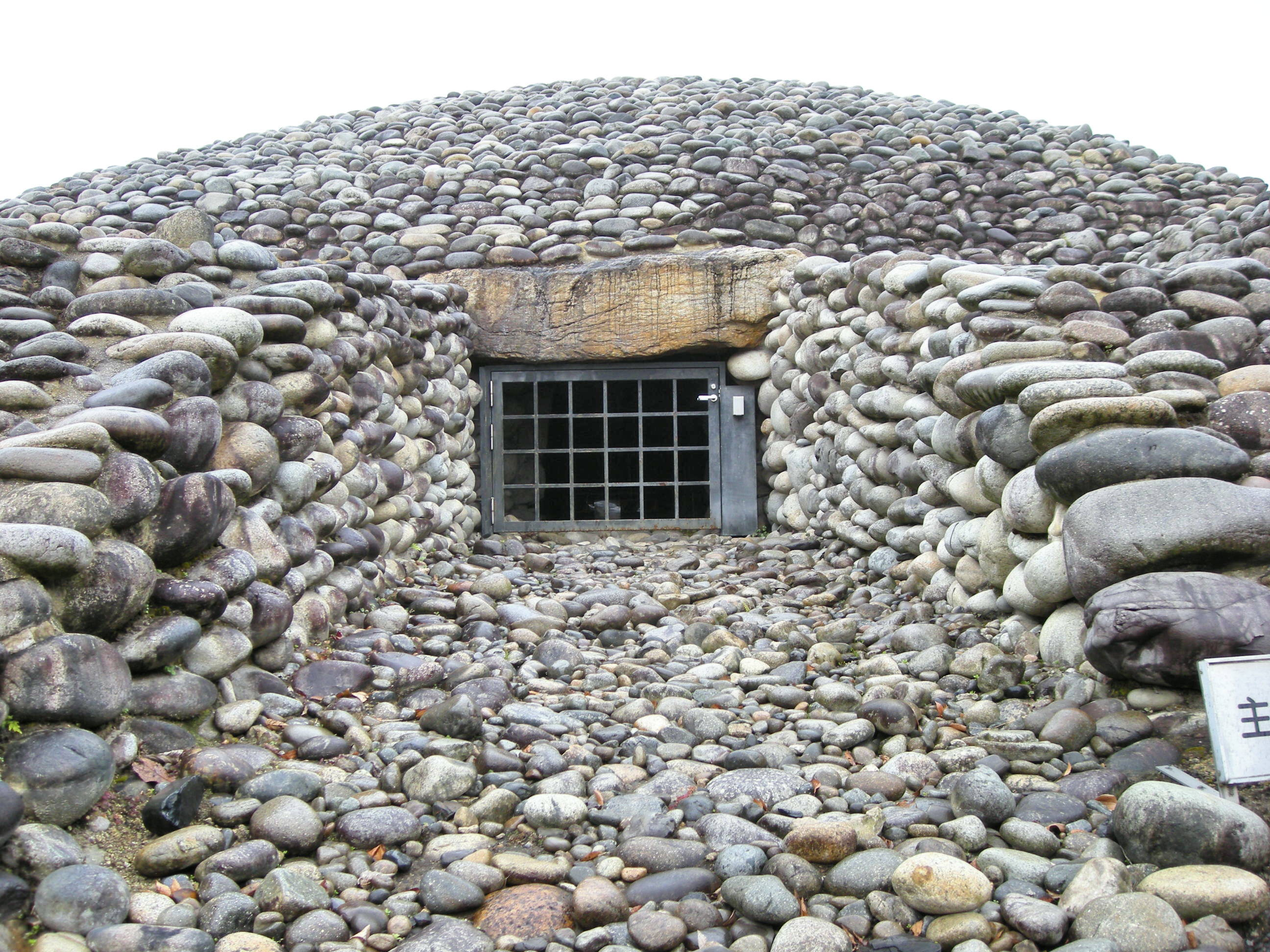
主室
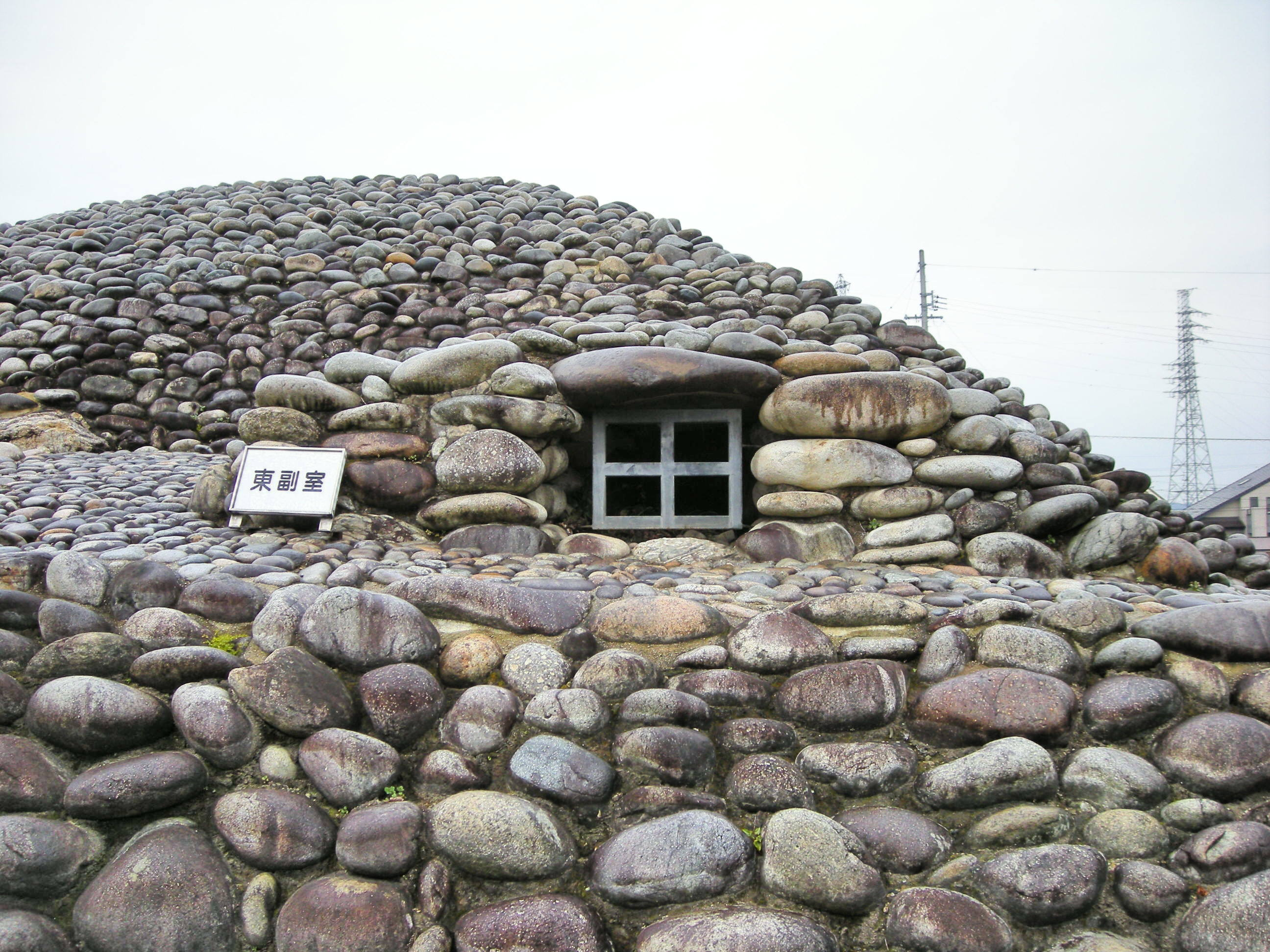
東副室
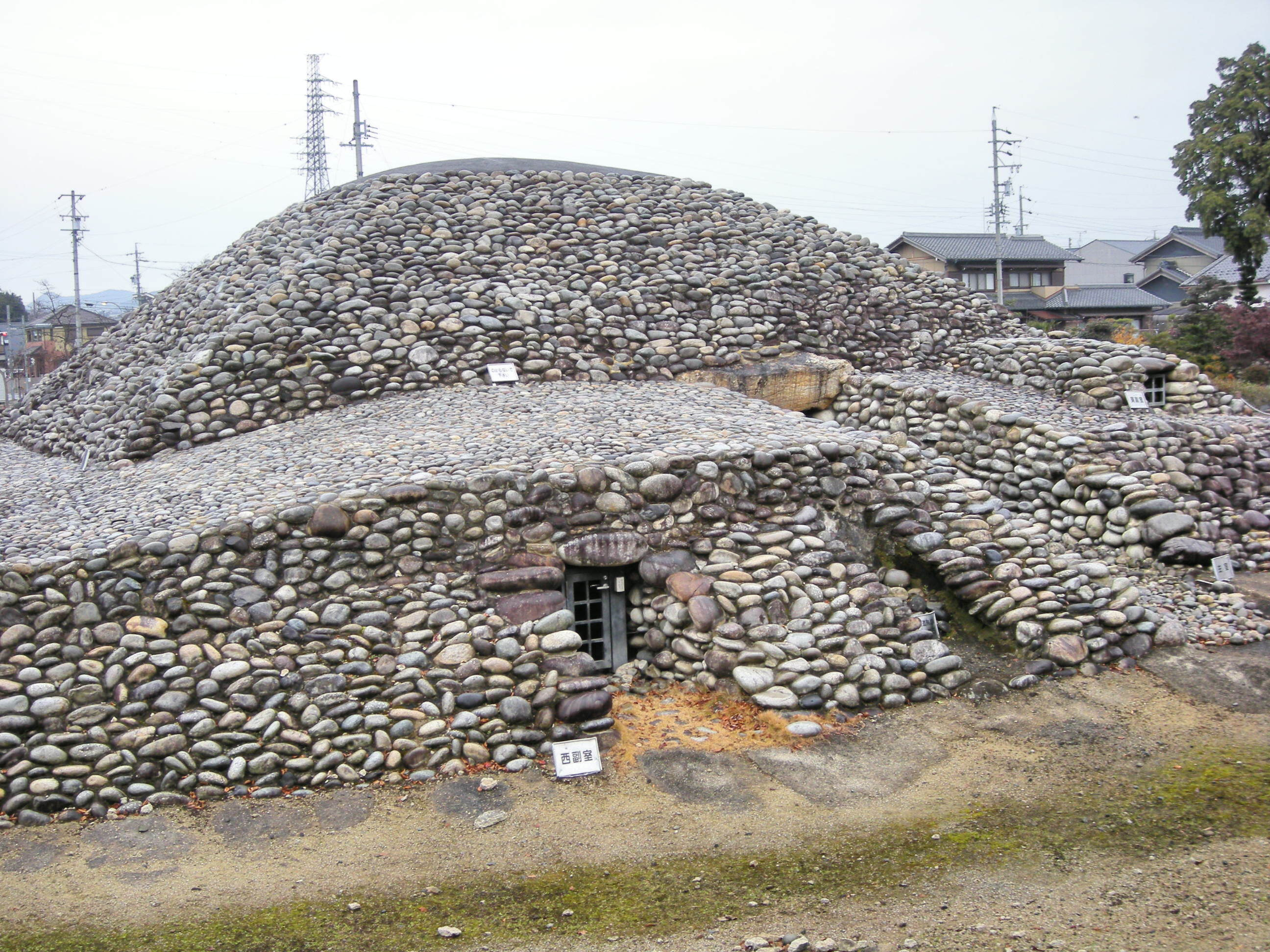
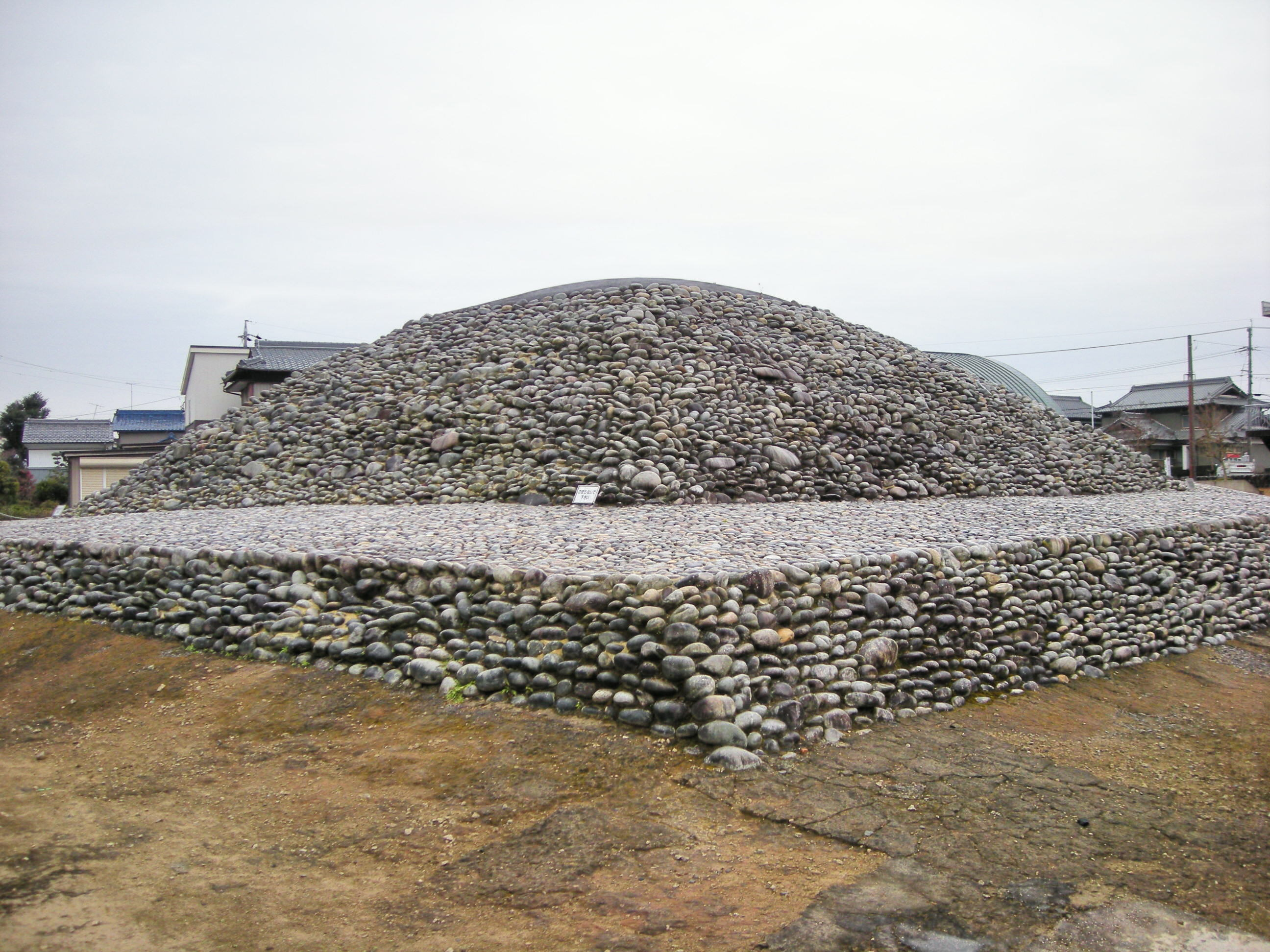
背面

- 石室：横穴式石室
  - 主室
    - 全長　15.5メートル
    - 幅　2.2メートル
    - 高さ　2.6メートル
    - 複式構造

  - 西副室
    - 全長　7.4メートル

  - 東副室
    - 全長　1.7メートル
- 石棺：不明

- 西副室
- 主室
- 東副室
- 背面

## 所在地
- 岐阜県可児市川合北2-16

## 交通アクセス
- JR太多線可児駅より車で10分
- 名古屋鉄道広見線新可児駅より車10分